# Lạc quan

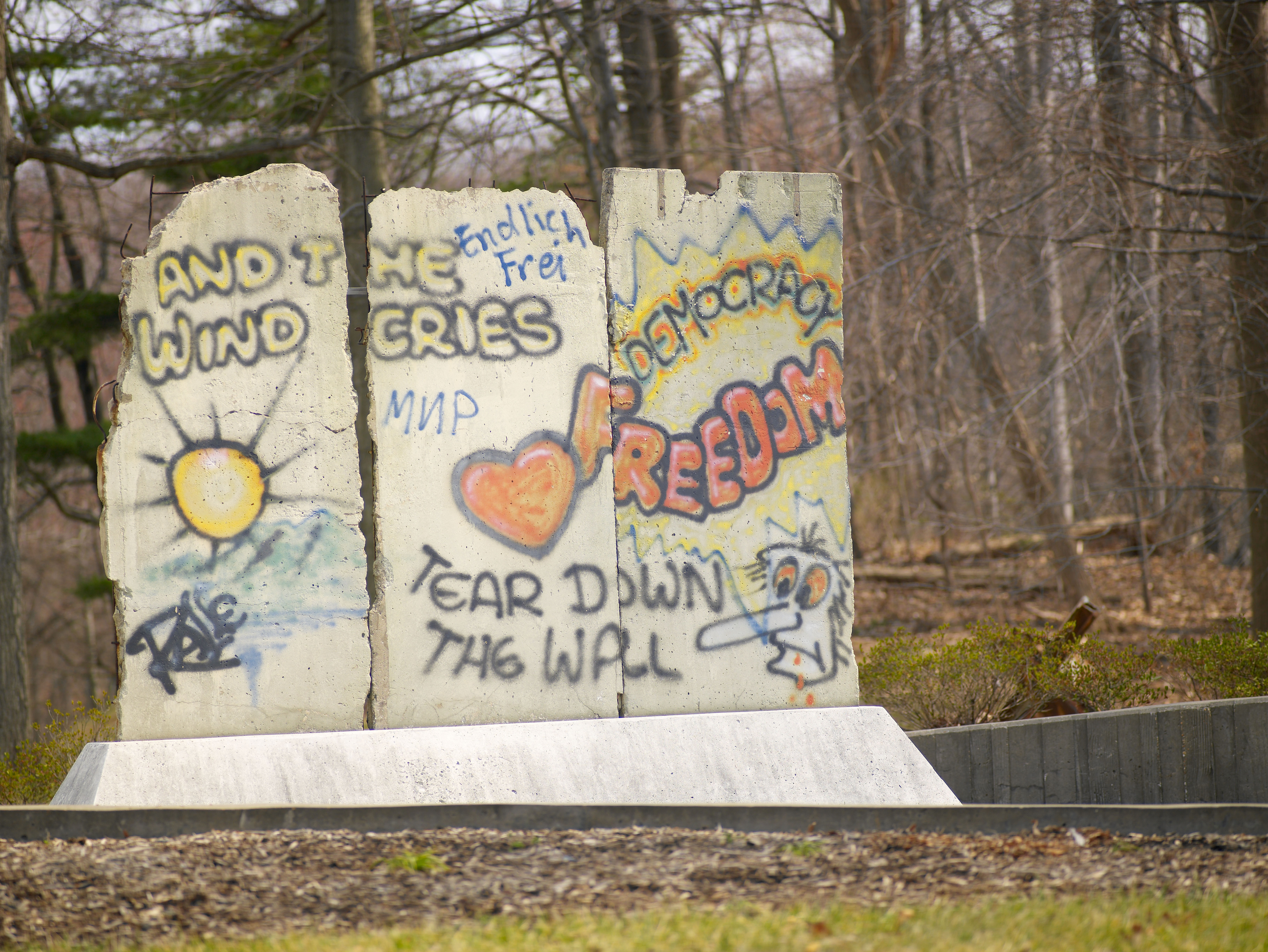
Đài tưởng niệm bức tường Berlin (hướng tây). Phía tây của bức tường được phủ bằng graffiti phản ánh hy vọng và sự lạc quan.

Lạc quan là một thái độ tinh thần phản ánh niềm tin hoặc hy vọng rằng kết quả của một số nỗ lực cụ thể, hoặc kết quả nói chung, sẽ là tích cực, thuận lợi và như mong muốn. Một thành ngữ phổ biến được sử dụng để minh họa cho sự lạc quan so với bi quan là một ly chứa đầy nước đến nửa chừng: một người lạc quan được cho là nhìn thấy cái ly đầy một nửa, trong khi một người bi quan nhìn thấy cái ly vơi mất một nửa.
Lạc quan, theo nghĩa điển hình của từ này, được định nghĩa là mong đợi kết quả tốt nhất có thể từ bất kỳ tình huống nào. Điều này thường được gọi trong tâm lý học là sự lạc quan không phụ thuộc hoàn cảnh. Lạc quan phản ánh niềm tin rằng các điều kiện trong tương lai sẽ có kết quả tốt nhất. Vì lý do này, nó được coi là một đặc điểm thúc đẩy sự kiên cường khi đối mặt với sự căng thẳng.
Các lý thuyết về sự lạc quan bao gồm các mô hình bố trí và các mô hình của phong cách giải thích. Các phương pháp đo lường sự lạc quan đã được phát triển trong cả hai hệ thống lý thuyết, chẳng hạn như các hình thức khác nhau của Thử nghiệm định hướng cuộc sống, cho định nghĩa ban đầu về sự lạc quan, hoặc Câu hỏi phong cách nhìn nhận được thiết kế để kiểm tra sự lạc quan về phong cách giải thích.
Sự thay đổi trong sự lạc quan và bi quan có phần mang tính di truyền  và phản ánh các hệ thống đặc điểm sinh học ở một mức độ nào đó. Nó cũng bị ảnh hưởng bởi các yếu tố môi trường, bao gồm môi trường gia đình, với một số gợi ý rằng lạc quan có thể học được. Lạc quan cũng có thể được liên kết với sức khỏe.